# Maria Mies
Maria Mies   (Steffeln, 6 de febrer de 1931 - 15 de maig de 2023) fou una sociòloga alemanya, escriptora de reconeguts llibres feministes i ecofeministes.

## Dades biogràfiques i professionals
Mies va ser professora de sociologia a la Universitat de Colònia de Ciències Aplicades que és una Fachhochschule de Colònia, Alemanya. Va treballar durant molts anys a l'Índia. El 1979 va establir el programa Dona i Desenvolupament a l'Institut d'Estudis Socials de La Haia, Països Baixos. Va participar activament en moviments feministes i en Estudis de la Dona des de finals de 1960. Va publicar diversos llibres i nombrosos articles sobre feminisme, ecologia i sobre desenvolupament humà al món. Una de les seves principals preocupacions era el desenvolupament d'un enfocament alternatiu en economia que reconegui com a fonamental el treball reproductiu. Després d'haver-se retirat de l'ensenyament el 1993, continuà sent molt activa tant en el moviment feminista com altres moviments socials. Maria Mies era membre de feministAttac, la xarxa de dones de l'organització internacional Attac.

## Algunes publicacions
En alemany
- 1973 - Indische Frauen zwischen Patriarchat und Chancengleichheit Rollenkonflikte studierender und berufstätiger Frauen (Dissertation an der philosophischen Fakultät der Universität Köln, 1971 unter dem Titel „Rollenkonflikte gebildeter indischer Frauen“), Verlag Anton Hain, ISBN=3-445-01042-0
- 1982 - Lace Makers of Narsapur. Indian Housewives Produeix for the World Market. Zed Books, London, ISBN 0-86232-032-1.
- 1986 - Patriarchy and Accumulation on a World Scale. Women in the International Division of Labour Neuauflage. Zed Books, London 1999, ISBN 1-85649-735-6. (Erstauflage: Zed Books, London, ISBN 0-86232-341-X)
- 1986 - Tschernobyl hat unser Leben verändert. Vom Ausstieg der Frauen. Marina Gambaroff, Maria Mies, Annegret Stopczyk. Rowohlt, Reinbek bei Hamburg, ISBN 3-499-15922-8. (rororo aktuell)
- 1988 - Frauen, die letzte Kolonie. Zur Hausfrauisierung der Arbeit. Rowohlt, Reinbek bei Hamburg, ISBN 3-499-12239-1 (Mit V. Bennholdt-Thomsen und C. von Werlhof.)
- 1988 - Patriarchat und Kapital. Frauen in der internationalen Arbeitsteilung. Rotpunkt, Zürich, ISBN 3-85869-050-3 (Gegenüber der englischen Ausgabe erweiterte und korrigierte deutsche Ausgabe.)
- 1992 - Wider die Industrialisierung donis Lebens. Eine feministische Kritik der Gen- und Reproduktionstechnik. Centaurus, Pfaffenweiler, ISBN 3-89085-475-3.
- 1995 - Ökofeminismus Rotpunkt, Zürich, ISBN 3-85869-122-4 (amb Vandana Shiva)
- 1997 - Eine Kuh für Hillary. Die Subsistenzperspektive. Verlag Frauenoffensive, München, ISBN 3-88104-294-6 (amb V. Bennholdt-Thomsen)
- 1999 - Lizenz zoom Plündern. Das Multilaterale Abkommen über Investitionen MAI. Globalisierung der Konzernherrschaft – und was wir dagegen tun können. (Hrsg. mit Claudia von Werlhof; mit weiteren Beiträgen von Carla Boulboullé, Tony Clarke, Martin Khor o.a.) zuerst 1999, EVA 2003, ISBN 3-434-46194-9.
- 2002 - Globalisierung von untin. Der neue Kampf gegen die wirtschaftliche Ungleichheit. Neuauflage. Rotbuch, Hamburg, ISBN 3-434-53084-3 (Erstauflage: 2001)
- 2004 - Krieg ohne Grenzen. Die neue Kolonisierung der Welt. 1. Auflage. PapyRossa, Köln, ISBN 3-89438-286-4 (Aufsatzsammlung; mit einem Beitrag von Claudia von Werlhof; Besprechung)
- 2011 - Samenkörner sozialer Bewegungen. Frauenbewegungen und andere Bewegungen in Bangladesh und weltweit von Farida Akhter, Herausgegeben und mit einem Vorwort von Maria Mies, Centaurus Verlag, Freiburg, ISBN 978-3-86226-032-4.

En anglès
- 1980 - Indian Women and Patriarchy : Conflicts and Dilemmas of Students and Working Women. New Delhi: Concept.
- 1981 - The Social Origins of the Sexual Division of Labour.[Enllaç no actiu] Sènior Lecture, Institute of Social Studies, The Hague, ISS, Ocasional Papers, 85 -Reissued, 2013.
- 1982 - Lace Makers of Narsapur: Indian Housewives Produeix for the World Market. London: Zed Books. ISBN 0-86232-032-1
- 1988 - amb Bennholdt-Thomsen i von Werlhof Women: The Last Colony.
- 1993 - amb Vandana Shiva. Ecofeminism. London: Zed Books. ISBN 1-85649-156-0
- 1998 - amb Sinith Sittirak. The Daughters of Development: Women in a Changing Environment. London: Zed Books. ISBN 1-85649-588-4
- 1999 - Patriarchy and Accumulation On A World Scale: Women in the International Division of Labour. London: Zed Books. ISBN 1-85649-735-6
- 2000 - amb Veronika Bennholdt-Thomsen. The Subsistence Perspective: Beyond the Globalised Economy. London: Zed Books. ISBN 1-85649-776-3
- 2011 - The Village and the World: My Life, Our Times. North Melbourne: Spinifex Press. ISBN 1-876756-82-9

En espanyol
- 1997 - Shiva, Vandana i Mies, María. Ecofeminismo. Icària Editorial. Barcelona. 230 págs.[3]
- 1998 - Shiva, Vandana i Mies, María. La práxis del ecofeminismo - Biotecnologia, consum, reproducció. Icària Editorial. Col·lecció Antrazyt, núm. 128. Barcelona. 1998. 240 págs.[4]